# بولس الأجانيطي
بولس الأجانيطي (القرن 7 ميلادي) هو طبيب يوناني بيزنطي. يعرف أيضًا بأسماء بولس الاجيني والقوابلي. أشتهر في كتابة الموسوعة الطبية خلاصة الطب في سبعة كتب. لسنوات عديدة تضمن هذا العمل مجموع كل المعارف الطبيّة الغربيّة في الإمبراطورية البيزنطية.
ولد ونسب إلى جزيرة أجانيطس الواقعة غرب شاطئ اثينة. عاصر صدر الإسلام، وعُرف عند العرب جراحًا مُتخصصًا في أمراض النساء، فلقبوه بالقوابلي.

## آثاره
ذكر ابن النديم من تصانيفه:
- «الكناش في الطب» - وهي سبع مقالات نقلها حنين إلى العربية.
- «كتاب في علل النساء».[2]